# Pedro Agramunt Font de Mora

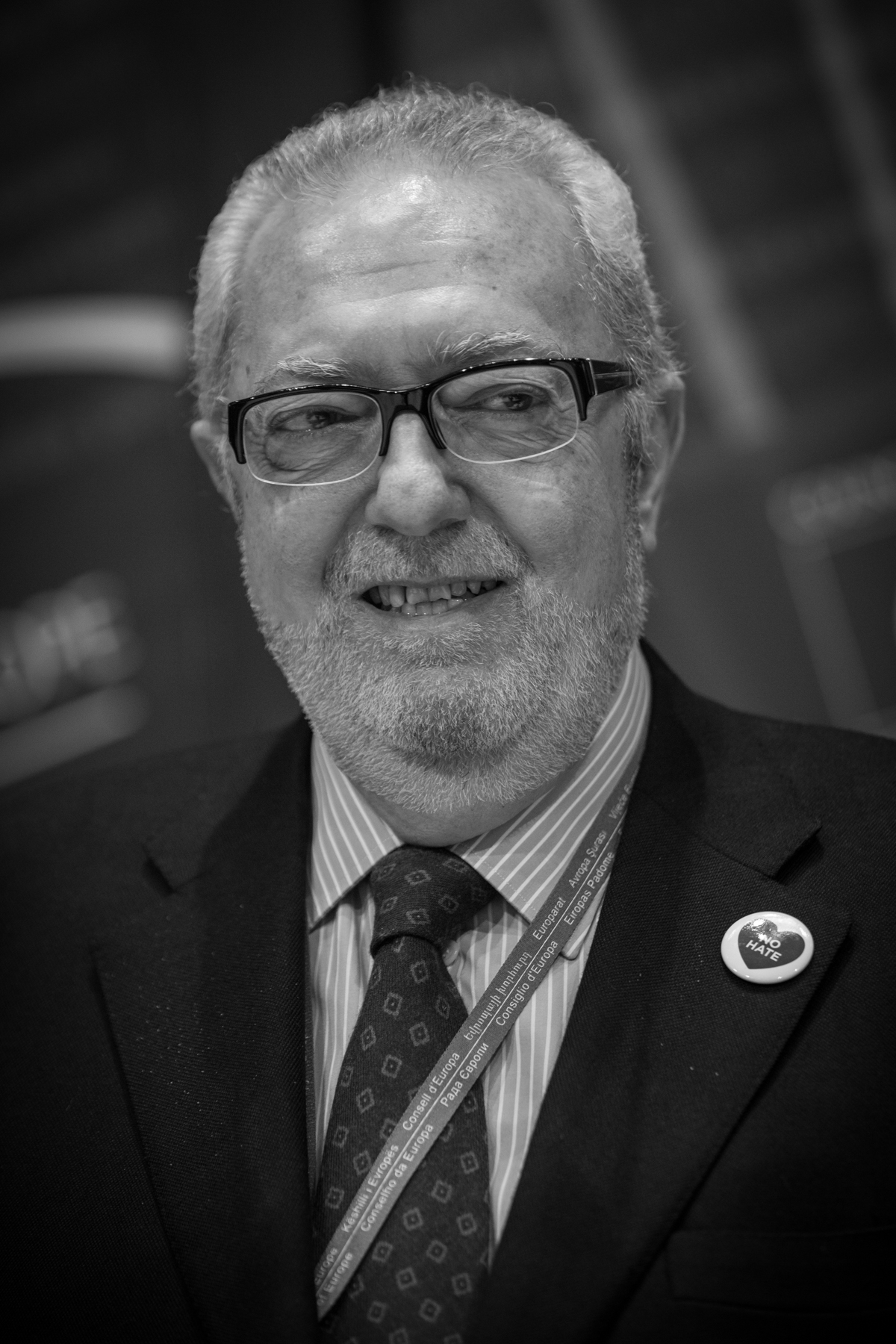
Pedro Agramunt (2016)

Pedro Agramunt Font de Mora (* 12. September 1951 in Valencia; † 25. November 2024 ebenda) war ein spanischer Politiker. Agramunt kam aus Valencia und war ab 2008 Mitglied des spanischen Parlaments, des Oberhauses (Senado). Von 1989 bis 1991 vertrat er die Provinz Valencia im spanischen Unterhaus (Abgeordnetenkongress – Congreso de los Diputados) und von 1991 bis 1994 war er auch im Regionalparlament von Valencia. Er war Mitglied der spanischen Volkspartei (Partido Popular). Von 2016 bis 2017 war er Vorsitzender der Europäischen Volkspartei. Zudem war er Mitglied der Parlamentarischen Versammlung des Europarates, von 2016 bis zu seinem Rücktritt am 6. Oktober 2017 war er deren Präsident.

## Leben
Agramunt hatte ein Studium der Rechte an der Universität Valencia abgeschlossen (1969–1974) und am Instituto de Estudios Superiores de la Empresa (IESE) in Barcelona Management Development studiert (1980).
Er war als Rechtsanwalt zugelassen und ab 1975 Mitglied der Rechtsanwaltskammer von Valencia. Er hatte in verschiedenen Unternehmen, vor allem der Textil- und Bekleidungsindustrie, führende Positionen inne.
Agramunt sprach neben Spanisch auch Französisch und Englisch.
Er war ab 1979 verheiratet und hatte zwei Kinder.

## Kritik
Agramunt wurde im Hinblick auf seine Tätigkeit beim Europarat unter anderem deshalb kritisiert, weil er im Zusammenhang mit der so genannten „Kaviar-Diplomatie“ eine zu große Nähe zum Regime in Aserbaidschan gehabt habe und gleichzeitig Berichterstatter des Europarates gewesen sei.
Die Europäische Stabilitätsinitiative e.V. forderte Agramunt auf, seine Position als Berichterstatter aufzugeben, da er systematische Menschenrechtsverletzungen in Aserbaidschan decke.
Agramunt hielt sich im März 2017 auf einer von russischen Abgeordneten organisierten Reise in Syrien auf und traf sich unter anderem mit dem syrischen Präsidenten Baschar al-Assad. In der Parlamentarischen Versammlung des Europarats verlangten daraufhin Abgeordnete fraktionsübergreifend seinen Rücktritt. Da sich Agramunt weigerte, entzog ihm das Präsidium am 28. April 2017 das Vertrauen und teilte mit, dass es Agramunt nicht mehr erlaubt sei, im Namen der Versammlung zu reisen, Stellungnahmen abzugeben oder diese zu repräsentieren. Die Parlamentarische Versammlung des Europarates verabschiedete am 27. Juni 2017 mit deutlicher Mehrheit der Abgeordneten (154:30) eine Regelung, die eine Abwahl des Präsidenten der Versammlung und anderer Amtsträger erlaubt, wenn diese nicht länger das Vertrauen der Versammlung genießen. Eine Amtsenthebung des Präsidenten Pedro Agramunt wurde damit möglich. Am 6. Oktober 2017 erklärte Agramunt seinen Rücktritt. Für den Beginn der nächsten Sitzungswoche am 9. Oktober 2017 war eine Abstimmung über seine Amtsenthebung angesetzt worden.
Provisorischer Nachfolger von Agramunt wurde sein Stellvertreter, der Anführer der britischen Delegation in der Parlamentarischen Versammlung, Roger James Gale.